# Dychsu
Dychsu (rusky Дых-Котю-Бугойсу) je údolní ledovec v Kabardsko-Balkarsku na severním svahu hlavního předělového hřebene (Velký Kavkaz) v oblasti vrcholů Šchara, Ajlama a Tynargin.
Je to druhý nejdelší kavkazský ledovec. Několik ledových jazyků se spouští do výšky 2040 m n. m. Ledovec je dlouhý 13,3 km a má rozlohu 34 km².
V ledovci pramení řeka Dychsu.
Ledovec se postupně zmenšuje. Od konce 19. století se zmenšil o 1750 m. V roce 1973 měl rozlohu 40,7 km², v roce 2020 byla rozloha již jen 34 km².